# Marianne Löfgren

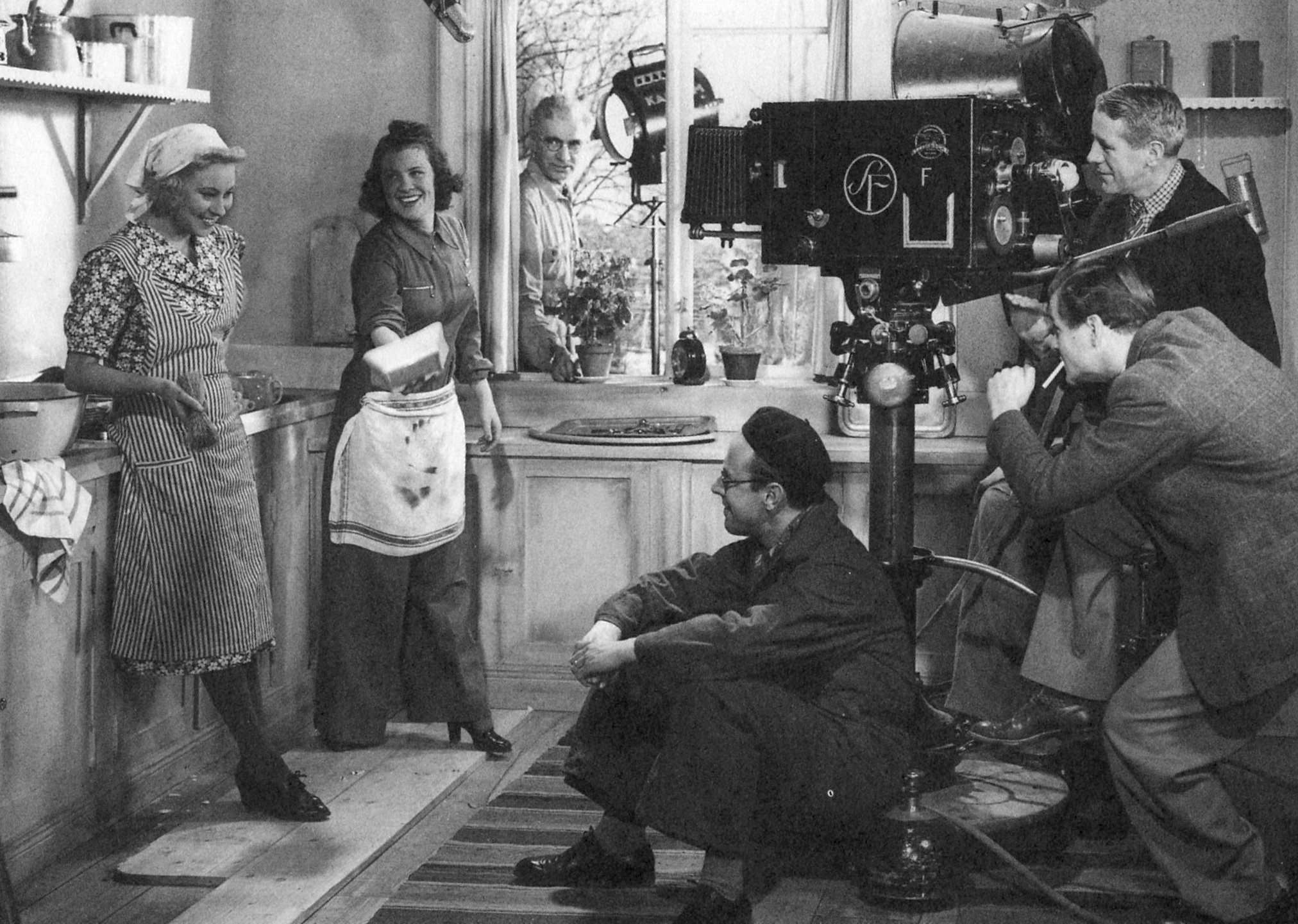
Rodaje de Landstormens lilla argbigga (1941). Desde la izq.: Marianne Löfgren, Sickan Carlsson, hombre en la ventana desconocido, Nils Jerring (sentado), George Fant y Julius Jaenzon (de pie)

Marianne Löfgren (24 de febrero de 1910 - 4 de septiembre de 1957) fue una actriz teatral y cinematográfica de nacionalidad sueca.

## Biografía
Su nombre completo era Jeannette Wedday Marianne Ida Carolina Löfgren, y nació en Estocolmo, Suecia, siendo sus padres Sigurd Löfgren y Jenny Lindell. Löfgren debutó sobre los escenarios en el Teatro Oscar en 1929. Fue posteriormente contratada por Gösta Ekman (sénior), actuando en el Vasateatern, el Konserthusteatern y el Folkan entre 1931 y 1934, y en el Dramaten desde 1934 a 1937. 
En la primera mitad de los años 1940, fue actriz de la compañía cinematográfica SF Studios, por lo que durante ese tiempo no llevó a cabo actuaciones teatrales. Sin embargo, en 1947 tuvo un aclamado regreso en el Boulevardteatern. Después actuó en el Stadsteater de Malmö (1950–1954) y en el Vasateatern de Estocolmo en 1955, donde hizo su última actuación. 
Löfgren fue una de las actrices cinematográficas más prolíficas de su país, rodando más de un centenar de películas entre 1933 y 1956, actuando solamente en 1943 en un total de 13 producciones. 
Marianne Löfgren falleció en el Municipio de Solna, Suecia, en el año 1957. Fue enterrada en el Cementerio Norra begravningsplatsen de esa ciudad. Desde 1936 había estado casada con el actor y director Tycho Bergvall, activo en el Teatro Dramaten.

## Filmografía (selección)
- 1933 : Den farliga leken
- 1933 : Vad veta väl männen?
- 1934 : Sången om den eldröda blomman
- 1936 : Fröken blir piga
- 1936 : På Solsidan
- 1938 : Den stora kärleken
- 1938 : Styrman Karlssons flammor
- 1938 : Med folket för fosterlandet
- 1939 : Landstormens lilla Lotta
- 1939 : Gubben kommer
- 1939 : En enda natt
- 1939 : Sjöcharmörer
- 1940 : Juninatten
- 1940 : Lillebror och jag
- 1940 : Stora famnen
- 1941 : Snapphanar
- 1941 : Det sägs på stan
- 1941 : En fattig miljonär
- 1941 : Fransson den förskräcklige
- 1941 : Gentlemannagangstern
- 1941 : Landstormens lilla argbigga
- 1942 : Halta Lottas krog
- 1942 : En trallande jänta
- 1942 : En sjöman i frack
- 1942 : Jacobs stege
- 1942 : Kvinnan tar befälet
- 1942 : Fallet Ingegerd Bremssen
- 1942 : Farliga vägar
- 1942 : Man glömmer ingenting
- 1943 : Lille Napoleon
- 1943 : Kajan går till sjöss
- 1943 : Älskling, jag ger mig
- 1943 : Kvinnor i fångenskap
- 1943 : En flicka för mej
- 1943 : Elvira Madigan
- 1943 : Hon trodde det var han
- 1943 : När ungdomen vaknar
- 1943 : Som du vill ha mej
- 1943 : Kungsgatan
- 1943 : Herr Collins äventyr
- 1943 : Livet måste levas
- 1944 : Kejsarn av Portugallien
- 1944 : Den heliga lögnen
- 1944 : Sabotage
- 1944 : Hans officiella fästmö
- 1944 : Stopp! Tänk på något annat
- 1944 : ... och alla dessa kvinnor
- 1945 : En förtjusande fröken
- 1945 : Gomorron Bill!
- 1945 : Vandring med månen
- 1945 : Rosen på Tistelön
- 1945 : Pettersson & Bendels nya affärer
- 1945 : Jagad
- 1946 : Det är min modell
- 1946 : Medan porten var stängd
- 1946 : Kris
- 1946 : Ballongen
- 1946 : Åsa-Hanna
- 1947 : Kvinna utan ansikte
- 1947 : Det vackraste på jorden
- 1947 : Dynamit
- 1947 : Pappa sökes
- 1947 : Sjätte budet
- 1947 : Två kvinnor
- 1948 : Livet på Forsbyholm
- 1948 : En svensk tiger
- 1948 : Solkatten
- 1948 : Flottans kavaljerer
- 1949 : Kvinna i vitt
- 1949 : Prisión
- 1949 : Gatan
- 1949 : Boman får snurren
- 1950 : Fästmö uthyres
- 1950 : Kanske en gentleman
- 1950 : Kvartetten som sprängdes
- 1950 : Kyssen på kryssen
- 1950 : Flicka och hyacinter
- 1950 : Stjärnsmäll i Frukostklubben
- 1950 : Ung och kär
- 1951 : Frånskild
- 1951 : Tull-Bom
- 1951 : Puck heter jag
- 1952 : Trots
- 1952 : Åke klarar biffen
- 1952 : Klackarna i taket
- 1954 : Salka Valka
- 1954 : Simon syndaren
- 1954 : Hästhandlarens flickor
- 1955 : Hoppsan!
- 1955 : Flottans muntergökar
- 1955 : Friarannonsen
- 1955 : Så tuktas kärleken
- 1956 : Lille Fridolf och jag
- 1956 : Flamman
- 1956 : Egen ingång
- 1956 : Nattbarn

## Teatro (selección)
- 1930 : En liten olycka, de Floyd Dell y Thomas Mitchell, dirección de Gösta Ekman (sénior), Teatro Oscar[3]
- 1930 : Gustav Vasa, de August Strindberg, dirección de Gunnar Klintberg, Teatro Oscar[4]
- 1930 : En tjuvkomedi, de Berndt Carlberg, dirección de Gösta Ekman (sénior), Teatro Oscar[5]
- 1930 : Mordet i andra våningen, de Frank Vosper, dirección de John W. Brunius, Teatro Oscar[6]
- 1931 : Mammas förflutna, de Paul Osborn, dirección de Tollie Zellman, Vasateatern[7]
- 1931 : Nunnornas barn, de Gregorio Martínez Sierra, dirección de Sandro Malmquist, Konserthusteatern[8]
- 1932 : Gröna hissen, de Avery Hopwood, dirección de Gösta Ekman (sénior), Vasateatern[9]
- 1932 : Kanske en diktare, de Ragnar Josephson, dirección de Gösta Ekman (sénior), Vasateatern[10][11]
- 1932 : Broadway, de Philip Dunning y George Abbott, dirección de Mauritz Stiller, Vasateatern[12]
- 1932 : Adam och Evorna, de Sigurd Hoel y Helge Krog, dirección de Gösta Ekman (sénior), Folkan[13]
- 1932 : I de bästa familjer, de Anita Hart y Maurice Braddell, dirección de Gösta Ekman (sénior), Folkan[14]
- 1933 : Domaredansen, de Erik Lindorm, dirección de Per-Axel Branner, Folkan[15]
- 1933 : La tía de Carlos, de Brandon Thomas, Folkan[16]
- 1934 : Ingen rädder, de Allan Scott y George Height, dirección de Knut Martin, Blancheteatern[17]
- 1934 : Den italienska halmhatten, de Eugene Labiche, dirección de Olof Molander, Dramaten
- 1934 : En hederlig man, de Sigfrid Siwertz, dirección de Alf Sjöberg, Dramaten
- 1935 : Kvartetten som sprängdes, de Birger Sjöberg, dirección de Rune Carlsten, Dramaten
- 1935 : Ljuva ungdomstid, de Eugene O'Neill, dirección de Rune Carlsten, Dramaten
- 1935 : Den gröna fracken, de Gaston Arman de Caillavet, dirección de Rune Carlsten, Dramaten
- 1936 : Hittebarnet, de August Blanche, dirección de Rune Carlsten, Dramaten
- 1936 : Kokosnöten, de Marcel Achard, dirección de Rune Carlsten, Dramaten
- 1936 : Fridas visor, de Birger Sjöberg, dirección de Rune Carlsten, Dramaten
- 1937 : Skönhet, de Sigfrid Siwertz, dirección de Alf Sjöberg, Dramaten
- 1937 : Eva gör sin barnplikt, de Kjeld Abell, dirección de Rune Carlsten, Dramaten
- 1937 : Höfeber, de Noël Coward, dirección de Alf Sjöberg, Dramaten
- 1939 : Vanartiga föräldrar, de Jean Cocteau, dirección de Harry Roeck-Hansen, Blancheteatern[18]
- 1950 : Lunchrasten, de Herbert Grevenius, dirección de Gösta Folke, Malmö Stadsteater
- 1950 : De likgiltiga, de Alberto Moravia, dirección de Gösta Folke, Malmö Stadsteater
- 1951 : Järnvattnet i Madrid, de Lope de Vega, dirección de Gösta Folke, Malmö Stadsteater
- 1951 : Venus i blickfältet, de Christopher Fry, dirección de Lars-Levi Laestadius, Malmö Stadsteater
- 1951 : Den italienska halmhatten, de Eugène Labiche, dirección de Henrik Dyfverman, Malmö Stadsteater
- 1951 : Rosen, de Tennessee Williams, dirección de Lars-Levi Laestadius, Malmö Stadsteater
- 1952 : Otelo, de William Shakespeare, dirección de Lars-Levi Laestadius, Malmö Stadsteater
- 1952 : Kärlekens narrar, de Leck Fischer, dirección de Gunnar Ekström, Malmö Stadsteater
- 1952 : Höfeber, de Noël Coward, dirección de Oscar Ljung, Malmö Stadsteater
- 1953 : Komedin om oss människor, de Moss Hart y George S. Kaufman, dirección de Ingrid Luterkort, Helsingborgs stadsteater[19]
- 1953 : Mollusken, de Hugh Herbert Davis, dirección de Ingrid Luterkort, Malmö Stadsteater[20]
- 1955 : Han, Hon och Hin, de André Roussin, dirección de Per Gerhard, Vasateatern[21]
- 1955 : Älska mig, flicka, de William Inge, dirección de Per-Axel Branner, Alléteatern[22]